# 中野純一
中野 純一（なかの じゅんいち、1971年12月29日 - ）は、NHKの元シニアアナウンサー、プロデューサー。

## 人物
岡山県倉敷市出身。
私立成城高等学校を経て、学習院大学法学部を卒業後、1994年に入局。
東日本大震災関連の特番で本番中にもかかわらず自身の原稿がないことに腹を立て机を叩き、スタッフに怒鳴ってしまうハプニングを起こしたことがある。

## 過去の担当番組・業務
☆は現在担当中
大分放送局時代（1994年度 - ）
- 大分県のニュース・中継・リポート

福井放送局時代
- 福井県のニュース・中継・リポート

松江放送局時代（ - 2006年度）
- 島根県のニュース・中継・リポート
- 情報満開!しまねっと 6時台キャスター
- 衆院選2009 開票速報（比例代表の開票速報担当・2009年8月31日未明）

東京アナウンス室時代（1度目）（2007年度 - 2012年6月）
- ゆく年くる年
- ふるさと自慢うた自慢&ふるさと自慢コンサート（司会・ラジオ第1）
- NHKニュースおはよう日本（リポーター）
- 特報首都圏（キャスター）（2010年4月 - 2012年3月）
- 2011年3月の東北地方太平洋沖地震では、福島放送局に応援で派遣され、災害情報を中心にローカルニュースを担当した。

鳥取放送局時代（2012年7月 - 2015年6月）
- いちおし情報便・鳥取（編責）
- いちおしNEWSとっとり（編責）
- アナウンス副部長・指導等
- 鳥取県のニュース・リポート
- スポーツ中継（高校野球 鳥取大会・サッカー ガイナーレ鳥取戦の実況）

広島放送局時代（2015年6月 - 2018年6月）
- 2016年10月の鳥取県中部地震では、勤務経験のある鳥取放送局に応援で派遣され、災害情報を中心にローカルニュースを担当した。
- おはよう中国（ラジオ第1・夜勤シフトの際の担当）
- ひろしまニュース845（不定期）
- ひろしまニュース645（不定期）
- 広島県・中国地方のニュース・中継・リポート
- フェイス（キャスター）（2016年5月 - 2018年3月）
- お好みワイドひろしま（不定期、小松宏司、出山知樹のキャスター代行など）

東京アナウンス室時代（2度目）（2018年7月 - 2021年6月）
- 国会中継（ラジオ第1）（不定期）
- ニュース・気象情報（不定期）
- ニュース645（不定期）（ - 2021年6月）
- 2019年7月6日に、福岡放送局に応援で派遣され、ローカルニュースを担当した。
- 2020年8月6日 - 8月7日に、広島放送局に応援で派遣され、ローカルニュース（ラジオ おはよう中国を含む）を担当した。

水戸放送局時代（2021年7月 - 2023年6月）
- 茨城県のニュース・リポート
- スポーツ中継（高校野球 茨城大会の実況）
- 放送部副部長（2021年7月 - 2023年3月）→コンテンツセンターアナウンスグループ統括（2023年4月 - 6月）
- 金曜は!いばっチャオ（編責）
- いばっちゃお（編責）
- ひるまえほっと〜関東甲信越〜 茨城県情報（編責）
- いば6（編責）
- 茨城ニュース845（不定期）
- 緊急報道（水戸放送局発）

NHK財団時代（2023年7月 - 2025年6月）
- ラジオニュース（不定期）

ラジオセンター時代（2025年7月 - ）
- ☆チーフプロデューサー業務

## 同期のアナウンサー
浅野正紀・田中朋樹・鹿島綾乃・高橋美鈴・石井哲也・三橋大樹・北村紀一郎・阪本篤志等